# Средиземноморский образ жизни

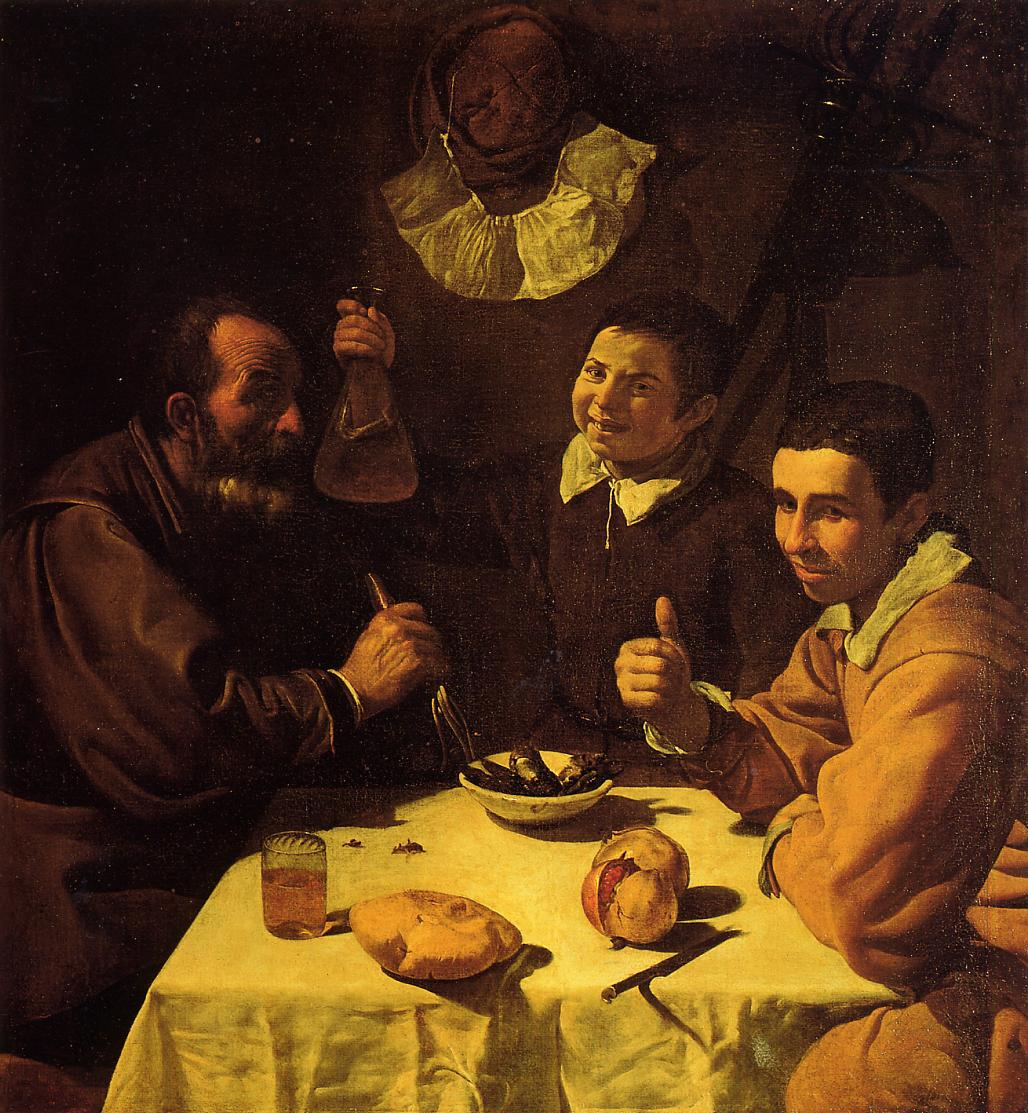
Завтрак. Диего Веласкес, около 1617 (Из собрания Государственного Эрмитажа.)

Средиземноморский образ жизни (англ. Mediterranean way, Mediterranean lifestyle) — здоровый образ жизни, характерный для жителей северного Средиземноморья (Франция, Италия, Испания, Греция), включающий средиземноморскую диету, физическую активность и социальную активность (активное общение с родными и близкими).

## Влияние на здоровье
Средиземноморский образ жизни приблизительно на 30 % снижает риск смерти от рака и других причин.
Важной частью средиземноморского образа жизни является вовлечённость людей в социум. Активные социальные контакты продлевают жизнь, и наоборот, социальная изоляция увеличивает риск как получить сердечный приступ или инсульт, так и умереть при их наступлении.